# پالاتساگو
پالاتساگو (به ایتالیایی: Palazzago) یک کومونه در ایتالیا است که در استان برگامو واقع شده‌است.

## خصوصیات
پالاتساگو ۱۴٫۰ کیلومترمربع مساحت و ۳٬۶۵۸ نفر جمعیت دارد و ۳۹۷ متر بالاتر از سطح دریا واقع شده‌است.